# Uhlmannsdorf
Uhlmannsdorf ist eine Ortslage von Ziegelheim in der Gemeinde Nobitz im Landkreis Altenburger Land in Thüringen. Der Ort wurde am 1. Juli 1950 nach Ziegelheim eingemeindet, mit welchem er am 6. Juli 2018 zur Gemeinde Nobitz kam. Aufgrund der historischen Zugehörigkeit zur Grundherrschaft Ziegelheim gehörte Uhlmannsdorf bis 1952 zu Sachsen.

## Geographie

### Lage und Verkehr
Uhlmannsdorf befindet sich noch im Altenburger überlössten Hügelland südlich des Leinawaldes. Der Ort geht im Süden direkt in den Ort Ziegelheim über. Die Bundesstraße 180 tangiert südwestlich den Raum. Mit den Kreisstraßen 202 und 203 wird die Gemeinde verkehrsmäßig erschlossen. Zwischen 1901 und 1995 befand sich nördlich des Orts der Bahnhof Boderitz der Bahnstrecke Altenburg–Langenleuba-Oberhain. Die historische Zugehörigkeit und Landesgrenze zu Sachsen ist heute nur noch in der Zugehörigkeit des Orts zur Kirchgemeinde Waldenburg im Kirchenbezirk Zwickau der Evangelisch-Lutherischen Landeskirche Sachsens sichtbar.

### Nachbarorte
| Nirkendorf     | Boderitz                                    | Wiesebach                                |
| Niederarnsdorf | Kompassrose, die auf Nachbargemeinden zeigt | Frohnsdorf                               |
|                | Ziegelheim                                  | Engertsdorf (Früher: Hinteruhlmannsdorf) |

## Geschichte

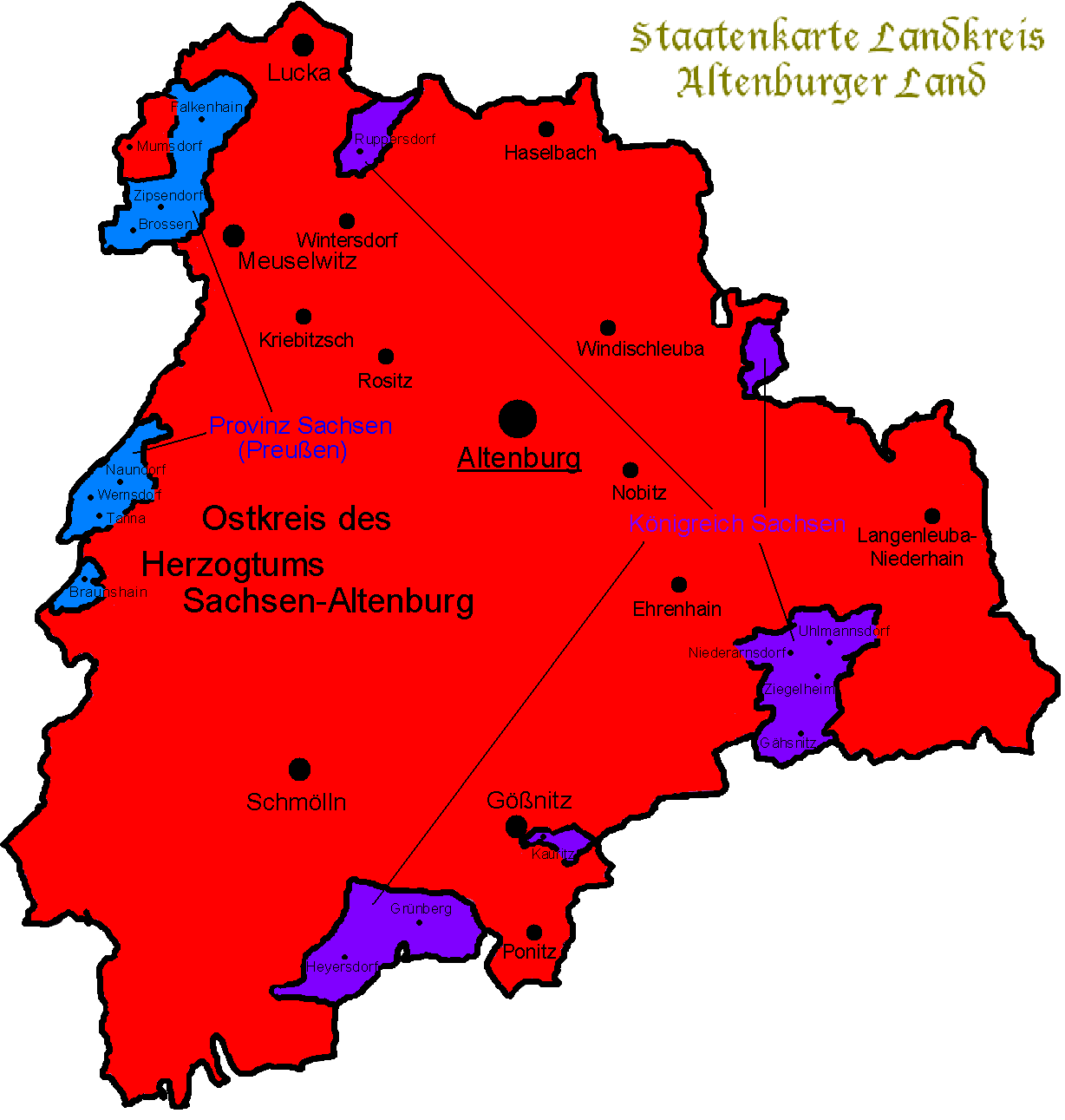
Lage der sächsischen Grundherrschaft Ziegelheim im Süden des Altenburger Lands

Am 23. März 1254 wurde der Ort erstmals urkundlich erwähnt. Uhlmannsdorf lag im Norden der Grundherrschaft Ziegelheim, die als sächsisches Lehen im Besitz der Herren von Schönburg war. Auch kirchlich gehörte Uhlmannsdorf seit jeher zu Ziegelheim. Nach 1813 wurde das Patrimonialgericht Ziegelheim durch das schönburgische Justizamt Remse verwaltet. Zwischen dem Königreich Sachsen und dem Haus Schönburg erfolgte im Jahr 1835 eine Neuordnung ihres Verhältnisses. Dabei wurden die unter sächsischer Lehnsherrschaft stehenden schönburg-waldenburgischen Gebiete wie die Herrschaft Remse und die Grundherrschaft Ziegelheim unter die Verwaltung des königlich-sächsischen Amts Zwickau gestellt. Am 25. September 1856 wurden die gerichtlichen Befugnisse der Grundherrschaft Ziegelheim wie auch die der Herrschaft Remse an den sächsischen Staat abgetreten. Uhlmannsdorf wurde seitdem bis zur Neuordnung der Verwaltung im Königreich Sachsen im Jahr 1875 durch das Gerichtsamt Remse verwaltet. Ab 1875 gehörten die Orte der einstigen Grundherrschaft Ziegelheim zunächst zur Amtshauptmannschaft Zwickau. Nachdem auf dem Gebiet der Rezessherrschaften Schönburg im Jahr 1878 eine Verwaltungsreform durchgeführt wurde, kamen sie mit dem gesamten ehemaligen Gerichtsamtsbezirk Remse im Jahr 1880 zur neu gegründeten sächsischen Amtshauptmannschaft Glauchau. Uhlmannsdorf gehörte ab 1918 zum Freistaat Sachsen.
Im Gegensatz zu den drei Orten Frohnsdorf, Heiersdorf und Gähsnitz/Jesenitz der einstigen Grundherrschaft Ziegelheim, die bis 1928 zwischen Sachsen und Thüringen geteilt waren, verblieb das komplett sächsische Uhlmannsdorf von dem im Jahr 1928 erfolgten Gebietsaustausch und der Grenzbereinigung zwischen dem Freistaat Sachsen und dem Land Thüringen unberührt.
Am 1. Juli 1950 erfolgte die Eingemeindung nach Ziegelheim. Bei der zweiten Kreisreform in der DDR wurden 1952 die bestehenden Länder aufgelöst und die Landkreise neu zugeschnitten. Somit kamen die bisher sächsischen Gemeinden Ziegelheim und Gähsnitz mit dem Kreis Altenburg, der aus seinem historisch zu Thüringen gehörigen Umfeld herausgelöst wurde, an den Bezirk Leipzig. Als Teil des Ortsteils Ziegelheim der gleichnamigen Gemeinde gehörte Uhlmannsdorf seit 1990 zum thüringischen Landkreis Altenburg, der 1994 im Landkreis Altenburger Land aufging. Im Jahr 2012 lebten im Ortsteil 60 Personen. Am 6. Juli 2018 wurde die Gemeinde Ziegelheim nach Nobitz eingemeindet, wodurch Ziegelheim mit Uhlmannsdorf und Thiergarten zu einem Ortsteil der Gemeinde Nobitz wurde.

## In Uhlmannsdorf geboren
- Heinz Wildenhain (* 1927), ehemaliger SED-Funktionär